# اوزرن بوناچیچ
اوزرن بوناچیچ (انگلیسی: Ozren Bonačić؛ زادهٔ ۵ ژانویهٔ ۱۹۴۲) بازیکن واترپلو اهل یوگسلاوی بود.
وی در مسابقات کشوری و بین‌المللی در مجموع برندهٔ ۱ مدال طلا، ۱ مدال نقره شده‌است.